# Rudolf Jänisch
Rudolf Jänisch (* 4. März 1906 in Hameln; † 5. Juli 1999 in Stuttgart) war als SS-Obersturmführer viele Jahre enger Vertrauter von Adolf Eichmann und Geschäftsstellenleiter des sogenannten Eichmannreferates (IV B 4) im Reichssicherheitshauptamt.

## Schule und Ausbildung
Rudolf Jänisch wurde als Sohn des Lederhändlers Rudolf Jänisch und dessen Ehefrau Mathilde geboren. In Hameln besuchte er vier Klassen der Volksschule und anschließend das Gymnasium am Ort. Dieses verließ er mit der Ober-Sekunda (11. Klasse). Anschließend erlernte er in Hannover einen kaufmännischen Beruf und war danach als Lederhändler und Lagerist beschäftigt. Wegen der wirtschaftlichen Krisenprozesse Ende der 1920er Jahre wurde er arbeitslos und half dann für ein geringes Entgelt im väterlichen Geschäft.

## Beruflicher und politischer Werdegang
Zum 1. November 1931 trat Rudolf Jänisch der NSDAP bei (Mitgliedsnummer 722.650). Fast zeitgleich schloss er sich einer regionalen SA-Formation an, war aber hier nur für ein Jahr integriert. Denn im Dezember wechselte er zur SS (SS-Nummer 53.479). Spätestens 1933 zog er nach Berlin und war hier in der Wilhelmstraße 102 wohnhaft. Im Oktober 1934 wurde er im Hauptamt des Sicherheitsdienstes der NSDAP tätig und kam hier in die Abteilung II/111. Seine Anfangsaufgabe bestand in der Auswertung und Bearbeitung der sogenannten Freimaurer-Kartei, die der Sicherheitsdienst zur Bekämpfung dieser Organisation aufgebaut hatte. Kurz darauf wechselte er in die Abteilung II/112. Ein Jahr später übernahm SS-Untersturmführer Leopold von Mildenstein die Leitung der Abteilung. Von diesem Zeitpunkt an richtete sich der Hauptschwerpunkt dieses Referates auf die Erfassung, Aufklärung und Bekämpfung der jüdischen Organisationen und Menschen in gesamt Deutschland. Ab 1937 übernahm im Zusammenhang mit der Umstrukturierung des SD-Hauptamtes Herbert Hagen die Leitung der Abteilung. Von diesem Zeitpunkt an wurde die Arbeit gegen die jüdische Bevölkerung systematisiert und eine gründliche Beobachtung als „Gegner“ des Systems gehörte nun zum Arbeitsgegenstand dieses Bereiches. In der Abteilung waren neben Jänisch unter anderem Franz Abromeit, SS-Oberscharführer Theodor Dannecker, Adolf Eichmann und SS-Hauptsturmführer Kuno Schröder (* 1915) als Referenten beschäftigt. Vermutlich aus der Feder Eichmanns stammend hatte sich das Personal der Abteilung Anfang 1937 eine Art Manifest geschaffen, dass die Ziele ihres Wirkens für die nächsten Jahre bestimmen und die Motivation der hier eingesetzten Kräfte stärken sollte. Darin war die „schändliche“ Rolle des Judentums und die unabdingbare Gegnerschaft zum Nationalsozialismus als Orientierung festgeschrieben. Daraus schlussfolgerten sie eine der Abteilung übertragene Berechtigung zur Verfolgung und Vertreibung mit dem Ziel, die „Endjudung Deutschlands“ herbeizuführen.
Sofort mit der deutschen Okkupation Österreichs im März 1938 bemühten sich Hagen und Eichmann mit dem Sicherheitsdienst in Wien Fuß zu fassen, beschafften sich die Daten der österreichischen jüdischen Organisationen. Im Herbst 1938 richteten sie die erste Zentralstelle für jüdische Auswanderung des „Altreiches“ ein. Diese wurde der Abteilung II/112 in Berlin angegliedert. Bis zu diesem Zeitpunkt war Jänisch voll in die Sachaufgaben der Beobachtung, Erfassung jüdischer Kreise, ihre genaue Personifizierung, Enteignung und Ausraubung jüdischen Besitzes eingebunden. Wegen der häufigen Abwesenheit des Referatsleiters rückte Jänisch zu diesem Zeitpunkt in die Position eines Geschäftsstellenleiters auf. Weiter ausgebaut wurde inzwischen die Berliner Zentralstelle, die ihren Sitz im gleichen Gebäude wie das Referat hatte, in der Kurfürstenstraße 116 und wurde nach der Besetzung des tschechoslowakischen Rumpfstaates im Frühjahr 1939 durch die Zentralstelle für jüdische Auswanderung in Prag ergänzt. Ab Januar 1939 wurde die Berliner Dienststelle auf Beschluss des Reichsinnenministers in die „Reichszentrale für jüdische Auswanderung“ umgewandelt und wurde dem Chef der Sicherheitspolizei und des SD Reinhard Heydrich zugeordnet. Damit wurden alle Geschäfte in Personal-, Sachgebiets- und Organisationsfragen von der Abteilung II/112 geführt und erweiterten den Tätigkeitsraum für Jänisch. Mit Beginn des Zweiten Weltkrieges waren die mit der Bekämpfung und Registratur jüdischer Personenkreise im Deutschen Reich und den inzwischen besetzten Territorien Österreichs und der Tschechoslowakei durch die Abteilung II/112 weitestgehend abgeschlossen. Übergegangen waren einzelne regionale Behörden in größeren Städten bereits zur zwangsweisen Unterbringung jüdischer Personen in Sammelunterkünften oder überwachten Heimen. Die Daten dieser Personen wurden ebenfalls an die Abteilung weitergegeben und in der dort geführten Datei ergänzt.

## Tätigkeit im Reichssicherheitshauptamt
Mit dem deutschen Überfall auf Polen und der fast zeitgleich verfügten Bildung des Reichssicherheitshauptamtes war sofort ein erweiterter Arbeitsgegenstand und eine neue Institutionsform für Rudolf Jänisch vorhanden, in die er seine Erfahrungen der Verfolgung und Bekämpfung jüdischer Organisationen und Personen einbringen konnte. Bereits ab Oktober 1939 begann vom früheren polnischen Territorium aus, die Deportationen der jüdischen Einwohner. Um die wesentlich nach außen verlagerten Aufgaben zu bewältigen, wurde noch im gleichen Jahr das bisher bei der Gestapo angesiedelte Referat II B (Konfessionen, Juden, Freimaurer, Emigranten und Pazifisten) aufgegliedert und der Bereich jüdischer Beobachtungsgruppen mit der früheren Abteilung II/112 verknüpft. Fast alle hier tätig gewesenen SD-Mitarbeiter wurden übernommen, Hagen wechselte in das Amt VI (Auslandsnachrichtendienst). Jänisch führte in dieser Übergangszeit die Geschäfte, bis Anfang 1940 SS-Obersturmbannführer Adolf Eichmann als Leiter des nun geschaffenen Referates IV B 4 (Auswanderung, Räumung) die Verantwortung übernahm. Damit war der Arbeitsgegenstand von Jänisch dem für die Gestapoarbeit zuständigen Amt beim Reichssicherheitshauptamt angegliedert. Als Amtsleiter fungierte dort Heinrich Müller. Jänisch und das übrige Personal wurden weiter beim Sicherheitsdienst geführt, aber sie verfügten damit über die Zugriffsmöglichkeiten auf die Gestapodienststellen im Reich und den besetzten Gebieten. Von da an wurde Jänisch Eichmanns persönlicher Berater, Sekretär, Personalverantwortlicher und Geschäftsstellenleiter. Die Verantwortung zur Geheimhaltung der internen Geschäftsabläufe lag ebenfalls in seiner Zuständigkeit. Auf Grund des speziellen Arbeitsgegenstandes, des besonderen Besucherverkehrs, die beide strengster Geheimhaltung unterlagen, wurde die Dienststelle in der Kurfürstenstraße durch extra Sicherungskräfte der allgemeinen SS bewacht, deren Koordination Jänisch in Verantwortung hatte.
Mit der deutschen Okkupation Dänemarks und Norwegens im April 1940 kamen weitere, in beiden Ländern auf Grund des eingerichteten Besatzerregimes verdeckte Aufgaben der Erfassung und Verfolgung der dort lebenden jüdischen Bevölkerung für das Referat dazu. Erst ab der Besetzung Belgiens, der Niederlande und Frankreichs nahm die Tätigkeit des Geschäftsstellenleiters Jänisch neue Dimensionen an. Spätestens mit der Ernennung von Befehlshabern der Sicherheitspolizei und des SD in diesen Territorien sowie der bei ihm eingerichteten Polizei-, Sicherheitsdienststellen und sogenannte „Judenreferate“ war eine neue Struktur des Berliner Referates erforderlich. Neben Jänisch wurde Rolf Günther zum Stellvertreter Eichmanns ernannt und ab Anfang 1941 das Referat in zwei Sachgebiete untergliedert. Während sich die Gruppe VI B 4a mit Grundsatzfragen der Deportation zu befassen hatte und von Günther geführt wurde, war der Arbeitsgegenstand bei VI B 4b alle Rechtsfragen bei Konfiszierung jüdischen Eigentums, die Verwaltung und Verwertung von Eigentum der Deportierten, sowie die Kooperation mit den dabei einzubeziehenden Behörden. Als Gruppenleiter stand der frühere Justiziar des Reichssicherheitshauptamtes Friedrich Suhr zur Verfügung. Das für die Besetzung der einzelnen Gruppen benötigte Personal wurde durch Jänisch akquiriert. Einfluss nahm er auch auf die Stellenbesetzungen in den Judenreferaten bei den BdS in den besetzten Gebieten oder die Gehilfen der Polizeiattachés. So wurden die ehemaligen Referenten Franz Abromeit 1939 als Sachbearbeiter für Judenfragen dem Inspekteur der Sicherheitspolizei und des SD in Polen, Anfang 1940 Ernst Heinrichsohn dem BdS für Frankreich als Judenspezialist und zum September 1940 SS-ObersturmführerTheodor Dannecker dem Polizeiattaché in Paris zur Verfügung gestellt. Im Januar 1941 erhielt Jänisch die Beförderung zum SS-Untersturmführer. Zwei Monate später wurde innerhalb des Referates schriftlich auf die „kommende Endlösung der Judenfrage“ verwiesen.
Ab Mitte 1941 mit den deutschen Vorbereitungen zum Überfall auf die Sowjetunion und den in den einzelnen besetzten Ländern beginnenden Deportationen der jüdischen Bevölkerung im großen Stil veränderten sich die Anforderung, der Personalbedarf und die innere Struktur des Referates erneut. Dazu kam noch die zusätzliche Koordination und der Informationsbedarf für die Einsatzgruppen und Sonderkommandos die auf dem von Deutschland besetzten Territorium zum Einsatz kamen. Eines der Hauptanliegen war hier die physische Vernichtung der jüdischen Bevölkerung und deren Deportation in Konzentrationslager. In mehreren der Kommandos waren unter anderem Spezialisten für Judenfragen beigegeben. Ab Herbst 1941 wurden die Aufgaben des Referates mit „Judenangelegenheiten, Räumungsangelegenheiten, Einziehung volks- und staatsfeindlichen Vermögens, Aberkennung der reichsdeutschen Reichsangehörigkeit“ definiert. Bis Anfang 1942 meldeten die ersten Territorien „judenfrei“ zu sein und im Januar 1942 wurde Jänisch zum SS-Obersturmführer befördert. Im gleichen Monat fand in Berlin die Wannseekonferenz mit Unterstützung und Zuarbeit durch Mitarbeiter des Eichmannreferates mit Zahlenmaterial und unter Eichmanns Protokollführung statt. Hier wurde die „Endlösung der europäischen Judenfrage“ bestimmt, die unter Federführung des „Reichsführers SS und Chef der Deutschen Polizei“ Heinrich Himmler gestellt wurde. Damit erhielt das Referat IV B 4 unter der Geschäftsführung von Jänisch Aufgaben die nun auf Gesamteuropa ausgerichtet waren. Die dabei begangenen Verbrechen und millionenfachen Morde waren durch die Berichterstattung der Mehrzahl des Personals bekannt. Jänisch zeichnete mehrfach die dazu über seinen Tisch laufenden Verfügungen, Sonderanweisungen und Sachberichte ab. Ende 1942 wurde, wegen der zunehmenden Fliegerangriffe und Bombardements auf Berlin dem Geschäftsbereich eine Gruppe von Kriegsgefangenen und Inhaftierten zugeteilt, unter denen sich auch Personen jüdischer Abstammung befanden. Diese wurden separat in Kellerräumen des Objektes mit Bewachung untergebracht, um schnell Brandherde oder Bombenschäden zu beseitigen. Diese Gruppe unterstand ebenfalls Jänisch bzw. wurde über seinen Verantwortungsbereich koordiniert. Seine Aufgaben als Geschäftsstellenleiter nahm er bis April 1945 wahr und hatte sich während einer Dienstreise mit Eichmann, der der Evakuierung dessen Familie galt, nachdem sich beide trennten, abgesetzt. Am 10. Mai 1945 wurde Jänisch durch alliierte Truppen im bayrischen Absdorf festgenommen.

## Nach dem Krieg
Wie lange die Internierung von Rudolf Jänisch andauerte, ist gegenwärtig nicht bekannt. Vermutlich noch in Gefangenschaft befindlich wurde in Nürnberg-Langwasser, im Rahmen seiner Entnazifizierung das erste Spruchkammerverfahren am 7. Oktober 1947 mit einer Anklageschrift eröffnet. Gewissenhaft hatte er sich darauf vorbereitet und bereits im Vorfeld mindestens vier Personen einbezogen, die darin seine unwahren Angaben über einen angenommenen beruflichen Entwicklungsweg eidesstattlich bezeugten. Er selbst hatte zu diesem Zeitpunkt für sich eine Spruchkammereinschätzung angefertigt, in der er sich selbst in allen Punkten als nicht belastet darstellte. Schwerpunkte dabei waren, dass er lediglich im SD-Hauptamt als Verwalter einer Kartei der Abt. VII und im Reichssicherheitshauptamt im Amt I für Personalangelegenheiten zuständig, darstellte. Die tatsächliche Spruchkammerentscheidung vom März 1948 stufte ihn dann als Belasteter der Gruppe II ein. Nach mehreren Einsprüchen und Nachverhandlungen erreichte er, dass seiner Darstellung Glaube geschenkt wurde, die vorausgegangenen Entscheidungen zurückgenommen und er als „Minderbelastet“ einkategorisiert wurde. Spätestens 1948 hatte er sich in Hameln wohnlich niedergelassen und ging dort einer Beschäftigung als Angestellter nach.
Erste Untersuchungsverfahren gegen Rudolf Jänisch begannen 1960, wo eine erste Beschuldigtenvernehmung stattfand. Die von ihm präsentierten Unwahrheiten und Falschdarstellungen wurden ohne Folgeaktivitäten hingenommen. In einer dieser Sachstandserhebungen am 13. August 1960 machte er Angaben über einzelnen Mitarbeiter des Referates IV B 4, so unter anderem zu SS-Obersturmführer Anton Burger. Es folgten weitere Befragungen und Zeugenvernehmungen im Rahmen des in Israel laufenden Prozesses gegen Adolf Eichmann. Dabei ist nicht ersichtlich, ob Aussagen oder Protokolle, die Verbrechen Eichmanns betreffend vorher ausgewertet worden waren. Erst die Staatsanwaltschaft Frankfurt/Main leitet im September 1962 ein Ermittlungsverfahren gegen Jänisch wegen des Verdachts von Verbrechen gemäß § 211 StGB ein. Im Dezember 1962 fand eine Beschuldigtenvernehmung statt, in der er Vorhaltungen nur in geringem Maße bestätigte. Ein Jahr später erhielt er eine Vorladung durch die Staatsanwaltschaft Berlin bei der ebenfalls ein Verfahren gegen Jänisch anhängig war. Inzwischen war er in Hameln in der Königsstraße 42 wohnhaft. Erst 1965 wurde einem konkreten Verdacht seiner Beteiligung an Deportationen nachgegangen. Da es sich dabei um Untersuchungen zu Kriegsverbrechen auf sowjetischem Territorium handelte und keine Beweise zur Tatbeteiligung erbracht werden konnten, wurde 1966 das Verfahren vom Landgericht Berlin eingestellt. Das Bundesministerium der Justiz leitete 1967 nach der Durcharbeitung der Prozessdokumente aus dem Eichmannverfahren 1960/1961 erneut ein Verfahren gegen Jänisch ein. Darin wurde er beschuldigt, an der Deportation von Juden zwecks ihrer Ermordung beteiligt gewesen zu sein. Im Ergebnis dieser Untersuchungen wurde die Struktur und die Arbeitsweise des Eichmann-Referates sowie die personelle Besetzung herausgearbeitet. Dieses Verfahren wurde 1968 durch die Generalstaatsanwaltschaft Berlin weiter vertieft, ein Ergebnis jedoch ist nicht bekannt geworden. Auch in Wien wurde 1971 gegen Jänisch ohne einen ersichtlichen Abschluss des Verfahrens ermittelt.
Damit verlieren sich die Spuren von Rudolf Jänisch.